# NGC 6166B
NGC 6166B is een spiraalvormig sterrenstelsel in het sterrenbeeld Hercules. Het hemelobject werd op 30 mei 1791 ontdekt door de Duits-Britse astronoom William Herschel.

## Synoniemen
- MCG 7-34-76
- ZWG 224.45
- KUG 1627+396
- PGC 58299